# Zvishavane
Zvishavane is een stad in de Zimbabwaanse provincie Midlands.
Zvishavane telde in 2012 bij de volkstelling 45.230 inwoners.
De stad werd gesticht om de werknemers te huisvesten van de Shabani-mijn, een asbestmijn die in 1916 werd geopend. In 1928 werd de plaats die eveneens Shabani werd genoemd, aangesloten op het spoorwegnet. Naast asbest worden ook andere mineralen rond de stad gedolven, zoals platina, goud, beril, diamant en ijzererts. In 1982 kreeg de plaats de huidige naam, Zvishavane.

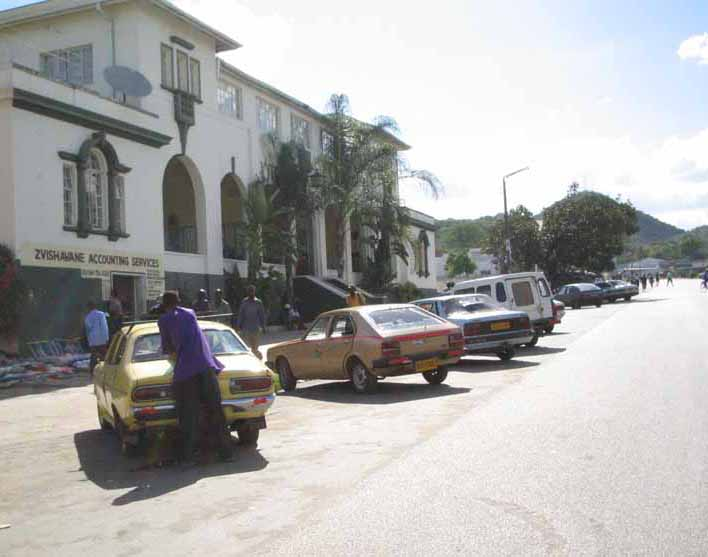
Straatbeeld in 2005

## Geboren in Zvishavane
- Emmerson Mnangagwa (1942), derde president van Zimbabwe